# Cyclodictyon
Cyclodictyon là một chi rêu trong họ Pilotrichaceae.